# Nova Bretanha
A Nova Bretanha é a maior ilha do Arquipélago de Bismarck, na Papua-Nova Guiné. Está separada da Nova Guiné pelo estreito de Vitiaz e estreito de Dampier e da Nova Irlanda pelo Canal de São Jorge. As suas cidades mais populosas são Kimbe e Rabaul.
Tem cerca de 37 800 km² de área, sendo a 38.ª maior do mundo, com cerca de 600 km de comprimento por 110 de largura máxima. O seu ponto mais alto é o Monte Sinewit, com 2 438 m de altitude.
A população em 2000 era de 404 873 habitantes.
Durante o período colonial alemão, era conhecida como Nova Pomerânia. (Neupommern)